# Berguette
Berguette è una località e un comune francese soppresso, che contava 2 063 abitanti, situato nel dipartimento del Passo di Calais nella regione dell'Alta Francia.
Nel 1996 si è fuso con il comune di Molinghem per formare il nuovo comune di Isbergues.

## Storia

### Simboli
Lo stemma di Berguette si blasona:
Nel 1634, la signoria di Berguette fu venduta alla famiglia Le Maire (o Lemaire) dagli eredi di Antoine d'Oignies, e rimase tra le loro proprietà fino al 1771. La famiglia Le Maire recava lo stemma d'argento, al leone di nero armato e lampassato di rosso, accompagnato da tre stelle dello stesso.
Su suggerimento dell'Archivio del Passo di Calais, espresso nel 1996, la città prese lo stemma dei Le Maire, cambiando le stelle da rosse a nere e sostituendo il leone nero con una ruota da mulino dello stesso colore per rappresentare il mulino di Berguette. Questo mulino ad acqua ancora oggi esistente sul torrente Guarbecque, la cui esistenza è attestata dal 1349, smise di produrre farina nel 1940 e appartenne fino alla Rivoluzione francese all'abbazia di Ham-en-Artois.